# Matyófalvi Gábor
Matyófalvi Gábor (Budapest, 1947. április 19. – Budapest, 1998. június 2.) magyar festő, szobrász. 

## Pályafutása
1966-ban költözött Szentendrére. Első köztéri szobrát 1969-ben állították ki. 1972-ben alapító tagja a Vajda Lajos Stúdiónak. Legismertebb köztéri alkotása a szentendrei Konstelláció c. szobor (1997). 
1998-ban hunyt el tüdőrákban.